# دورتا (آن)
دورتا (بالفرنسية: Dortan)‏ هي بلدية فرنسية تقع في إقليم الآن في فرنسا. رمز إنسي لها هو:1148. أما الرمز البريدي لها فهو: 1590.